# Grabbed by the Ghoulies
Grabbed by the Ghoulies es un videojuego de acción-aventura desarrollado por Rare y publicado por Microsoft Game Studios de forma exclusiva para la consola Xbox. Fue lanzado en Norteamérica en octubre de 2003, y un mes más tarde en Europa. El juego sigue a un joven adolescente, Cooper, que se dispone a rescatar a su novia de una mansión embrujada infestada de criaturas sobrenaturales.
Originalmente desarrollado para la Nintendo GameCube, Grabbed by the Ghoulies fue el primer juego de Rare publicado por y para una consola de Microsoft luego que esta última comprara Rare, desarrolladora anteriormente vinculada a Nintendo. El juego recibió críticas mixtas después de su lanzamiento. Las críticas fueron dirigidas al gameplay, pero se elogiaron los gráficos y el estilo del juego. 

## Argumento
Cooper y su novia Amber buscan refugio de una tormenta cuando se encuentran con Ghoulhaven Hall, una mansión propiedad del barón Von Ghoul. Cuando Cooper lo llama asqueroso, Von Ghoul secuestra a Amber en represalia. Cooper persigue a Amber y se encuentra con los muchos demonios que habitan Ghoulhaven Hall. Crivens, el mayordomo de la mansión, acepta ayudar a Cooper y guiarlo por la mansión. Cooper finalmente encuentra a Amber, pero antes de que los dos puedan escapar, el científico loco Dr. Krackpot aparece y transforma a Amber en un monstruo horrible. Cooper le pide ayuda a la cocinera Ma Soupswill, y ella le encarga que recolecte tres ingredientes que necesita para sintetizar una cura. En el camino, cuenta con la ayuda de los otros habitantes de la mansión, incluido el jardinero Fiddlesworth Dunfiddlin, el asistente esquelético de Soupswill, el Sr. Ribs, y la señora de la limpieza Barbara Buffbrass. Después de reunir los ingredientes, Soupswill le da a Cooper un frasco de la cura. Cuando Cooper vierte la cura sobre Amber, se muestra que Soupswill mezcló uno de los ingredientes, lo que resultó en que Amber se transforme en un ghouly más grande y hostil. Cooper casi es dominado por Amber, pero Soupswill llega y aplica la cura correcta, transformando a Amber de vuelta a la normalidad.
Cooper y Amber se preparan para salir de la mansión, pero el Sr. Ribs le ruega a Cooper que ayude a liberar a otros niños encarcelados en la mansión. Crivens le dice a Cooper que Von Ghoul tiene la llave para liberar a los niños, pero la puerta de sus aposentos está cerrada con un poderoso hechizo, que solo se puede romper usando un contrahechizo que está en tres pedazos esparcidos por toda la mansión. Cooper recoge las tres piezas y entra en las habitaciones de Von Ghoul, pero descubre que Crivens ya está allí aparentemente atacando a Von Ghoul y recuperando la llave. Cuando Cooper intenta tomar la llave, Crivens lo ataca y se quita el disfraz, revelando que fue Von Ghoul todo el tiempo. Cooper pelea y derrota a Von Ghoul, echándolo de la mansión y recogiendo la llave. Cooper luego sigue al Sr. Ribs por toda la mansión y corre para liberar a todos los niños antes de que las puertas de la mansión se bloqueen permanentemente, atrapándolos adentro para siempre.
Si Cooper logra liberar a los diez niños antes de que se acabe el tiempo, él y el Sr. Ribs son emboscados por diablillos fuera de la mansión. Cooper queda inconsciente y el Sr. Ribs es decapitado, pero antes de que los diablillos puedan darse un festín con ellos, Ma Soupswill llega y lucha contra los diablillos. Cooper recupera la conciencia y Soupswill, Mr. Ribs, Dunfiddlin y Buffbrass le agradecen sus esfuerzos. Cooper y Amber luego caminan hacia un pueblo cercano, sin darse cuenta de que Baron Von Ghoul los sigue en su avión improvisado. Si Cooper no salva a todos los niños a tiempo, se omite la escena en la que Soupswill defiende a Cooper y al Sr. Ribs de los diablillos.

## Gameplay
Grabbed by the Ghoulies es un juego de acción y aventuras en 3D con elementos de beat'em'up. Rompiendo con el estilo de los juegos de plataformas anteriores de Rare, la jugabilidad tiene un diseño simple, utilizando la premisa de moverse a través de áreas de la mansión del juego y completar los desafíos requeridos en cada habitación. Dichos desafíos incluyen eliminar a todos los necrófagos en una habitación, vencer solo a un tipo específico de necrófago y evitar eliminar al resto, o encontrar una llave escondida dentro de un necrófago antes de que el personaje del jugador, Cooper, pueda continuar. Todos los ataques de combate y cuerpo a cuerpo se manejan con las palancas de control, mientras que la cámara del juego se puede girar con ambos gatillos. La mayoría de los objetos en la mansión son destructibles, con la posibilidad de encontrar potenciadores de Super Soup en su interior. Las Súper Soup pueden tener efectos negativos, como invertir los controles del jugador o reducir la velocidad de Cooper, o efectos positivos, como hacer a Cooper invulnerable o inmovilizar a todos los demonios en la habitación. Cuando el jugador falla en un desafío o tarda más de un límite de tiempo establecido en completar uno, en lugar de reiniciar inmediatamente la habitación,  la muerte perseguirá a Cooper; el Segador matará instantáneamente a Cooper si lo tocan y el jugador tendrá que reiniciar la habitación, pero el Segador también se puede usar en beneficio del jugador, ya que también matará a cualquier monstruo que toque. Los enemigos estándar en el juego incluyen zombis, momias, diablillos, esqueletos y zombis piratas. Muchos objetos en el juego con los que el personaje puede interactuar, incluidas sillas, cuchillos y hachas, se pueden usar como armas.
El juego también presenta varios desafíos de bonificación. Cada habitación que visita el jugador contiene uno de los 100 libros de bonificación ocultos que se pueden coleccionar. Por cada cinco libros que el jugador colecciona, se desbloquea un desafío de bonificación. El objetivo principal de los desafíos de bonificación es volver a visitar una de las habitaciones y realizar una tarea diferente dentro de ella, como derrotar a varios enemigos en una cierta cantidad de tiempo o sobrevivir a un duelo con la muerte. Si un jugador completa con éxito un desafío de bonificación, se le otorga una medalla de bronce, plata, oro o platino según su desempeño. Por cada medalla de platino obtenida, se desbloquea una pieza del arte conceptual del juego. Si el jugador gana una medalla de oro o platino en los 20 desafíos, se desbloquea un desafío final que obliga a los jugadores a completar todo el juego nuevamente como la novia de Cooper, Amber, que tiene muy poca salud y no puede usar potenciadores. Completar el desafío 21 desbloquea el tráiler E3 del juego y una escena eliminada en la galería de bonificación.